# Брумель Валерій Миколайович
Вале́рій Микола́йович Бру́мель (14 травня 1942, с. Развєдка Амурська область, Росія — 26 січня 2003, Москва) — український та російський радянський легкоатлет. Заслужений майстер спорту СРСР (1961). Шестиразовий рекордсмен світу зі стрибків у висоту. Олімпійський чемпіон (1964). Член Зали Слави IAAF (2014).

## Біографія

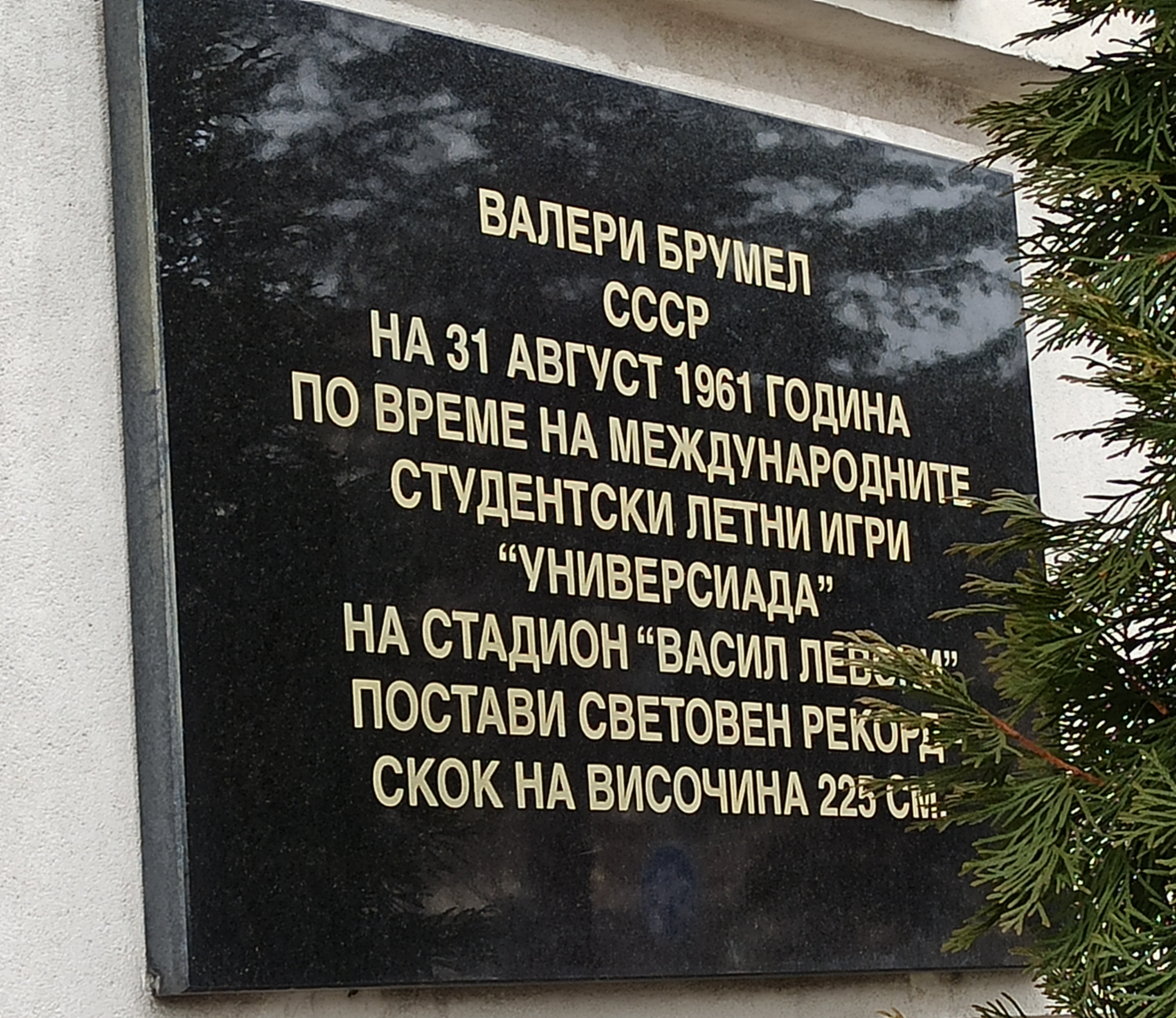
Табличка на стадіоні Васил Левський, присвячена встановленню рекорду В. Брумелем у 1961 році

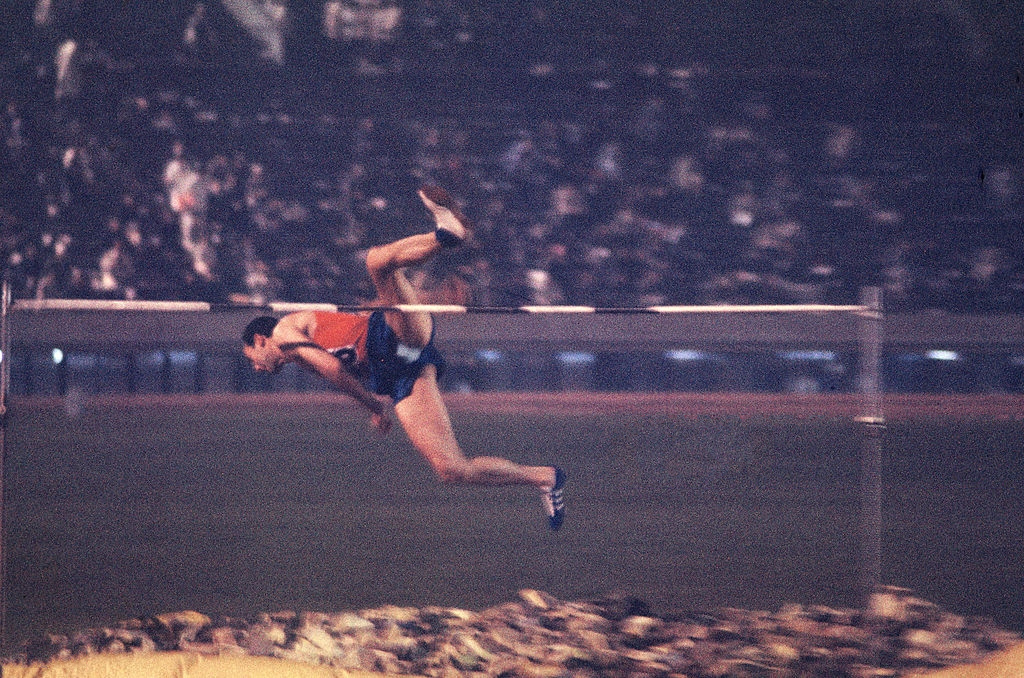
Стрибає Валерій Брумель

Народився у сім'ї начальника геолого-розвідувальної партії. 1954 року батьки переїхали в Україну та оселилися у Ворошиловграді.

## Світові рекорди Брумеля
- 2,23 м — Москва, 18 червня 1961
- 2,24 м — Москва, 16 липня 1961
- 2,25 м — Софія, 31 серпня 1961
- 2,26 м — Пало-Альто, 22 липня 1962
- 2,27 м — Москва, 29 вересня 1962
- 2,28 м — Москва, 21 липня 1963